# Carapus
Carapus (Rafinesque, 1810) è un genere di pesci ossei marini appartenenti alla famiglia Carapidae.

## Distribuzione e habitat
Il genere è presente in tutti gli oceani nelle fasce tropicali e subtropicali. La specie C. acus è comune nel mar Mediterraneo.
Sono animali costieri, bentonici, che si trovano a basse profondità, in ambienti vari in cui siano presenti gli invertebrati ospiti.

## Biologia
Notturni. Sono commensali di invertebrati marini come oloturie, stelle marine, molluschi bivalvi e ascidie.

## Tassonomia
Il genere comprende 5 specie:
- Carapus acus
- Carapus bermudensis
- Carapus dubius
- Carapus mourlani
- Carapus sluiteri